# Prosopocoilus flavomaculatus
Prosopocoilus flavomaculatus es una especie de coleóptero de la familia Lucanidae.

## Distribución geográfica
Habita en República Democrática del Congo.